# نینو اولیویری
نینو اولیویری (ایتالیایی: Nino Oliviero؛ ‏ ۱۳ فوریهٔ ۱۹۱۸ – ۲۹ فوریهٔ ۱۹۸۰) منتقد موسیقی، آهنگساز و موسیقی‌دان اهل ایتالیا بود. وی کار آهنگسازی را پس از جنگ جهانی دوم با ساختن چندین آهنگ و ترانه ناپلی شروع کرد. او در سال ۱۹۶۲ به همراه ریتز اورتولانی ترانه‌ای برای فیلم دنیای سگی ساخت که نامزد دریافت جایزه اسکار بهترین ترانه در سی و ششمین دوره جوایز اسکار شد و به موفقیت بین‌المللی دست یافت.
از فیلم‌هایی که وی در آن‌ها نقش داشته است، می‌توان به جایی در جهنم به تو خواهم داد اشاره نمود.